# Nawałnik białorzytny
Nawałnik białorzytny, nawałnik maderski (Hydrobates castro) – gatunek małego ptaka morskiego z rodziny nawałników (Hydrobatidae). Zasiedla różne obszary, zależnie od pory roku; poza okresem lęgowym przebywa na otwartym morzu.
Miejsca lęgowe znajdują się we wschodniej części Oceanu Atlantyckiego – na Berlenga Grande i na Azorach (z wyjątkiem głównych wysp) – oraz na wyspach na Oceanie Spokojnym – u wybrzeży Japonii, na Hawajach i Galapagos.
Długość ciała wynosi 19–20 cm, masa ciała 33–67 g. Ciemno ubarwiony, ale ma biały kuper. Gatunek podobny jest do oceannika żółtopłetwego, nawałnika dużego oraz nawałnika burzowego.
Żeruje w nocy, zjada małe ryby, kałamarnice, skorupiaki, tłuste części padliny zwierząt morskich oraz odpadki. Najprawdopodobniej lokalizuje zdobycz za pomocą węchu.
W okresie lęgowym składa jedno jajo, kształtem i barwą identyczne jak jajo nawałnika dużego. Oboje rodzice wysiadują na zmianę przez 38–42 dni i zmieniają się co 2–6 dni.

## Systematyka
Gatunek został opisany w 1851 przez angielskiego przyrodnika Harcourta pod nazwą Thalassidroma castro w dziele A Sketch of Madeira (dosł. Zarys Maderów) na stronie 123. Okaz typowy pochodził z Ilhas Desertas. Nazwę Oceanodroma castro otrzymał w 1914 roku od brazylijskiej ornitolożki niemieckiego pochodzenia Marii Emilii Snethlage. Obecnie zaliczany zwykle do rodzaju Hydrobates.
Cechy morfologiczne i behawioralne wskazywały na istnienie dwóch odmiennych fenotypowo populacji nawałników białorzytnych – rozmnażające się w porze ciepłej i w porze chłodnej. Późniejsze badania wykazały, że ptaki z jednej populacji nie rozpoznają głosów ptaków należących do drugiej. Również analizy genetyczne wskazywały na istotne różnice pomiędzy nimi, dlatego w 2008 roku Mark Bolton i współpracownicy opisali populację rozmnażającą się w porze ciepłej jako odrębny gatunek – nawałnik azorski (Oceanodroma monteiroi).
W starszych klasyfikacjach nawałnik białorzytny bywał uznawany za monotypowy, jednak nowsze sugerują, że H. castro obejmuje co najmniej pięć gatunków kryptycznych, występujących na pokrywających się obszarach i różniących się m.in. okresem lęgowym. Pomiędzy populacjami atlantyckimi a pacyficznymi oraz pomiędzy wszystkimi pacyficznymi występują stałe różnice w haplotypie. Nawałniki występujące w Republice Zielonego Przylądka i na Galapagos należą do odrębnych kladów, które oddzieliły się od pozostałych populacji nie później niż 150 000 lat temu. Cztery nawałniki białorzytne złapane w Zatoce Gwinejskiej były znacznie większe i miały w mniejszym stopniu biało zabarwiony kuper, co sugeruje, że należą one do odrębnego, nieopisanego dotąd podgatunku. Niekiedy za podgatunki nawałnika białorzytnego uważa się nawałnika zielonoprzylądkowego oraz nawałnika azorskiego.
Etymologia nazwy naukowej: Nazwa rodzajowa, Oceanodroma, oznacza „oceanicznego biegacza”. Pochodzi od greckich słów οκεανος (okeanos), oznaczającego ocean, oraz δροηоς (dromos) oznaczającego bieganie. Odnosi się ona do chodzenia i biegania po powierzchni wody w trakcie lądowania na niej. Nazwa gatunkowa castro pochodzi od lokalnej nazwy tego ptaka na Maderach na Ilhas Desertas, Roque de Castro. Lokalna nazwa na wyspie Kauaʻi to 'Akē'Akē.

## Morfologia
Nawałnik białorzytny jest wielkości szpaka zwyczajnego. Długość ciała wynosi 19–21 cm, a rozpiętość skrzydeł 45 cm. Dziób mierzy łącznie z tubką 40,4 mm, sama tubka 5,5 mm. Długość skrzydła samca mieści się w granicach 144 i 158 mm, samicy zaś 149–160 mm. Długość ogona wynosi 64–76 mm, natomiast samego tułowia 21–24 cm. Masa ciała jest taka sama u obu płci i wynosi 33–67 g. Nawałniki azorskie, klasyfikowane przez niektórych jako podgatunek nawałnika białorzytnego, są przeważnie o około 10% lżejsze, jednak mają dłuższe skrzydła i ogony.
Nie występuje dymorfizm płciowy. Ciemno ubarwiony nawałnik. Upierzenie dorosłych osobników niezmienne, przez cały rok ciemnobrązowe z białym kuprem. Na wierzchu skrzydeł, przez pokrywy drugorzędowe, biegnie niewyraźny, jasny pas. Lotki i sterówki ciemniejsze niż reszta upierzenia. Tęczówki mają barwę brązową, dziób i nogi czarne. Młode osobniki przypominają dorosłe.

### Rozpoznawanie
Nawałnik białorzytny przypomina oceannika żółtopłetwego, nawałnika dużego oraz nawałnika burzowego. Mocniej zbudowany od tych gatunków. Jasny pas na wierzchu skrzydeł jest mniej widoczny niż u tych gatunków. Ogon jest lekko rozwidlony, jednakże często wydaje się równo ścięty. W locie nogi nie wystają za ogon. Biały kuper zdaje się być szerszy i bardziej prostokątny od białych kuprów powyższych gatunków. Płytkie uderzenia skrzydeł, lot szybowy podobny jak u burzykowatych.

## Występowanie

### Środowisko
Na lądzie spędza tylko okres lęgowy. Poza tym na morzu.

### Zasięg występowania
Nawałnik białorzytny wyprowadza lęgi we wschodniej części Oceanu Atlantyckiego na Berlenga Grande i Azorach (z wyjątkiem głównych wysp, patrz niżej). Zalatuje także na Wyspę Wniebowstąpienia oraz na Wyspę Świętej Heleny. Ponadto gniazduje na wysepkach u wschodnich wybrzeży Japonii, na Hawajach (na zboczach Mauna Loa na wyspie Hawaiʻi – tę kolonię lęgową odkryto w 2015 roku jako pierwszą na wyspach hawajskich; ponadto wyspa Kauaʻi i być może Maui – znaleziono tam młode, ale nie gniazda czy jaja), a także na Galapagos. Przypuszcza się, że występował na wszystkich większych wyspach hawajskich, jego skamieniałości znaleziono na Oʻahu i Molokaʻi. Występował również na Wyspach Kanaryjskich i głównych wyspach Azorów. Sporadycznie pojawia się w Antigui i Barbudzie, Kanadzie, Francji, na Kubie, w Ghanie, Izraelu, Rosji oraz na Wyspach Brytyjskich. W Polsce nie odnotowano.

## Pożywienie
Nawałnik białorzytny odżywia się nocą. Aby złapać zdobycz, zanurza się, trzymając się na skrzydłach. Często uderza w wodę stopami. W trakcie żerowania woli przebywać w cieplejszych obszarach oceanów. Może się to wiązać z głębokością albo wypływem wód głębinowych. Pożywienie stanowią małe ryby, kałamarnice, skorupiaki, tłuste części padliny zwierząt morskich oraz odpadki. Według danych z Galapagos zjadane ryby mają długość 37–50 mm. Z zebranych tam 15 żołądków w 14 odnaleziono fragmenty rybich oczu, w 4 resztki głowonogów, a w kolejnym znajdowały się 3–4 gramy kałamarnic z grupy Myopsina.

## Tryb życia i zachowanie
W okresie lęgowym aktywny wyłącznie w nocy. Zapobiega to drapieżnictwu ze strony mew i wydrzyków. Jak u większości petreli, jego chód ograniczony jest tylko do szurających kroków do nory. Dotychczasowe obserwacje nie wykazały, aby nawałnik białorzytny nurkował głębiej niż 85 cm. W okresie lęgowym rzadko oddala się od lądu. Lata płynnie, choć czasami nierówno. Najprawdopodobniej ptak lokalizuje zdobycz zapachem. Często pływa i nurkuje.

### Głos
Na morzu nie odzywa się. W okolicach gniazda wydaje stanowcze, chrapliwe wicka, wicka przeplatane rytmicznym, mruczącym wirra, wirra. W norze odzywa się przeciągłym zawodzeniem. Zarówno samce, jak i samice wydają trzy typy odgłosów – nawoływania „w locie”, „norowe” i „wysokie” (ang. Flight Call, Burrow Call i High Call). Dwa pierwsze różnią się w zależności od płci ptaka, który go wydaje, a trzeci („wysoki”) – nie.

## Rozród
Lęgi wyprowadza dwa razy, na wiosnę i na jesień. Gniazduje w małych koloniach. Swoje gniazdo zaczyna budować w kwietniu, umieszcza je na klifie: w szczelinie skalnej albo dziurze, w miejscu niedostępnym dla drapieżników. Jaja zaczyna składać w maju lub czerwcu. Do gniazda zbliża się dopiero po zmroku.

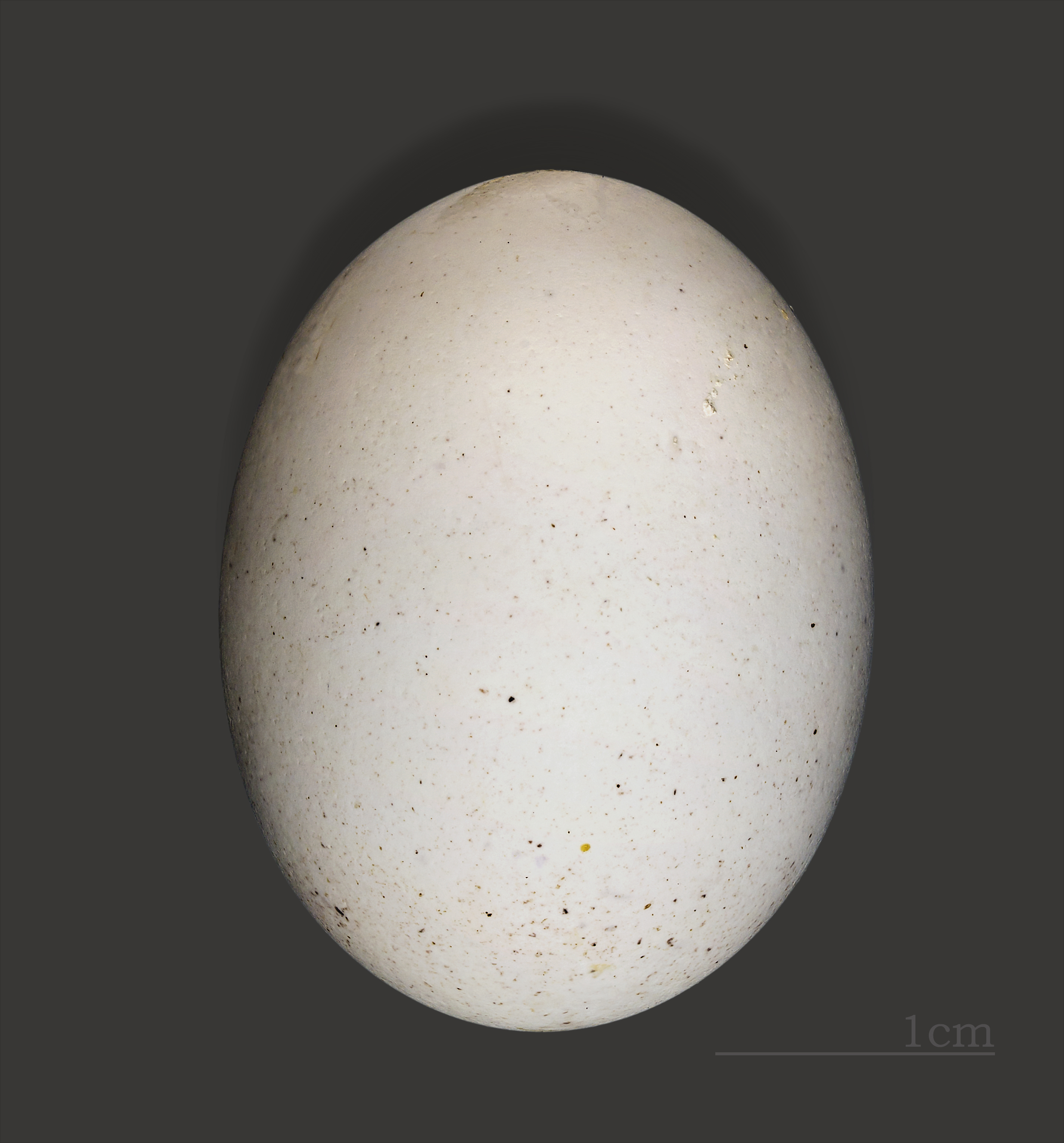
Jajo z kolekcji muzealnej

Składa tylko jedno jajo. Kształtem i barwą jest identyczne jak jajo nawałnika dużego (H. leucorhoa). Ma kształt eliptyczny albo o owalnym zarysie, błyszczące, średnio gładkie. Barwy białej, jeden z końców zawsze w drobne, różowawe plamki. Trzy okazy jaj Hydrobates castro znajdują się w Muzeum Historii Naturalnej w Londynie. Mają one wymiary około 3,3×2,38 cm, 3,2×2,43 cm oraz 3,25×2,46 cm. Oboje rodzice wysiadują na zmianę przez 38–42 dni. Zmieniają się przy tej czynności co 2–6 dni. Młode opuszczają gniazdo po 63–73 dniach. Na Galapagos są w pełni opierzone po około 70 dniach, na Wyspie Wniebowstąpienia po 64. Świeżo po opierzeniu ważą około 49 g. Sukces lęgowy sprawdzany w dwóch miejscach wynosił 30%–33%.

## Status, zagrożenia i ochrona
W sporządzanej przez IUCN Czerwonej księdze gatunków zagrożonych nawałnik białorzytny jest klasyfikowany jako gatunek najmniejszej troski (LC – Least Concern); ten sam status ma też w Europie. Według danych z Hawajów jest tam zagrożony wyginięciem (EN – Endangered).
Introdukowane na Hawaje drapieżniki, które zagrażają nawałnikowi białorzytnemu, to: szczury (Rattus), koty domowe (Felis catus), mangusty złociste (Herpestes javanicus, syn. H. auropunctatus), płomykówki (Tyto alba), mewy srebrzyste (Larus argentatus), uszatki zwyczajne (Asio otus) oraz myszy domowe (Mus musculus). Na Hydrobates castro polują także wprowadzone na Maderę uszatki błotne (Asio flammeus). Niekorzystny wpływ na populację ma też niszczenie środowisk oraz zakłócające spokój ptaków campingi w okolicach miejsc lęgowych.
Według Załącznika I Dyrektywy Ptasiej wymaga szczególnych środków ochronnych. Do działań ochronnych zaliczyć można ochronę siedlisk, zakaz biwakowania w okolicach kolonii lęgowych, kontrolowanie drapieżników oraz monitoring sukcesu lęgowego. Całkowitą liczebność szacowano w 2004 roku na około 150 000 osobników.
Mało jest dostępnych informacji na temat przeżywalności tego gatunku. Nawałniki żyją stosunkowo długo jak na swoje niewielkie rozmiary – większość dożywa 15–20 lat, notowano jednak nawałniki duże, które przeżywały ponad 30 lat. Roczna śmiertelność dorosłych nawałników białorzytnych wynosi 5–7% na Galapagos i 9% na Wyspie Wniebowstąpienia.